# Norridgewock (Maine)
Norridgewock es un pueblo ubicado en el condado de Somerset en el estado estadounidense de Maine. En el Censo de 2010 tenía una población de 3.367 habitantes y una densidad poblacional de 25,39 personas por km².

## Geografía
Norridgewock se encuentra ubicado en las coordenadas 44°43′57″N 69°49′11″O / 44.73250, -69.81972. Según la Oficina del Censo de los Estados Unidos, Norridgewock tiene una superficie total de 132.63 km², de la cual 129.37 km² corresponden a tierra firme y (2.45%) 3.26 km² es agua.

## Demografía
Según el censo de 2010, había 3.367 personas residiendo en Norridgewock. La densidad de población era de 25,39 hab./km². De los 3.367 habitantes, Norridgewock estaba compuesto por el 97.24% blancos, el 0.48% eran afroamericanos, el 0.3% eran amerindios, el 0.18% eran asiáticos, el 0% eran isleños del Pacífico, el 0.21% eran de otras razas y el 1.6% pertenecían a dos o más razas. Del total de la población el 0.5% eran hispanos o latinos de cualquier raza.